# Anatomia psa
Anatomia psa – nauka o budowie ciała psa, jego układów i narządów. Jest gałęzią anatomii zwierzęcej i w sposób szczegółowy opisuje budowę makroskopową i umiejscowienie w organizmie psa poszczególnych narządów, czy też układów. Nauka ta jest nieodzownym elementem studiów weterynaryjnych.

## Opis ogólny zewnętrzny

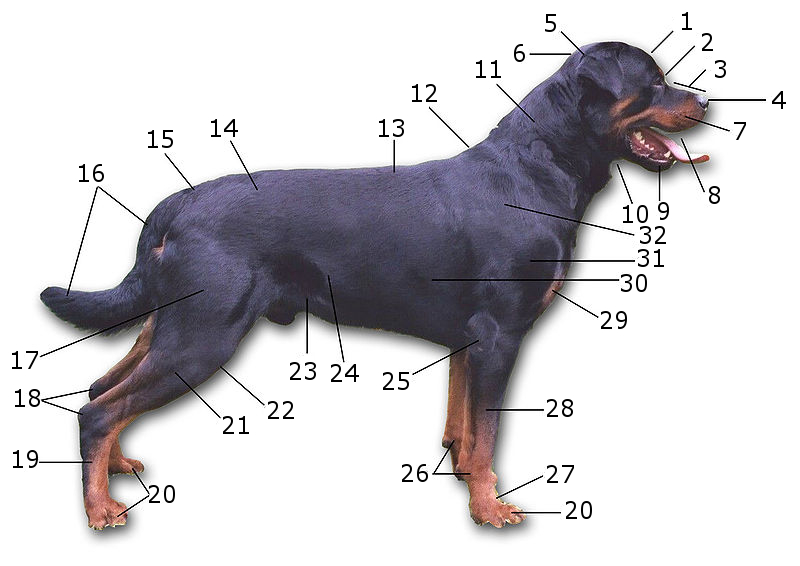
1.Czoło 2.Stop 3.Kufa 4.Trufla nosowa 5.Nasada ucha 6.Guz potyliczny 7.Wargi, fafle 8.Kąt wargowy 9.Żuchwa 10.Podgardle 11.Kark 12.Kłąb 13.Grzbiet 14.Lędźwie 15.Nasada ogona 16.Ogon 17.Udo 18.Pięta, guz piętowy 19.Śródstopie 20.Łapy 21.Podudzie 22.Kolano 23.Słabizna 24.Brzuch 25.Łokieć 26.Nadgarstek 27.Śródręcze 28.Przedramię 29.Przedpiersie, rękojeść mostka 30.Klatka piersiowa 31.Ramię 32.Łopatka

## Szkieletpsa
- czaszka (cranium)

Czaszka psa widok z boku:
1 – szczęka,
2 – kość czołowa,
3 – kość łzowa,
4 – blaszka pionowa kości podniebiennej,
5 – kość jarzmowa,
6 – kość nosowa,
7 – kość siekaczowa,
8 – kość ciemieniowa,
9 – kość międzyciemieniowa,
10 – kość skroniowa,
11 – kość potyliczna,
12 – żuchwa.

  - szczęka lub kość szczękowa (maxilla s. os maxillare)
  - kość siekaczowa lub międzyszczękowa (os incisivum s. intermaxillare)
  - kość nosowa (os nasale)
  - żuchwa (mandibula)
  - kość ciemieniowa (os parietale)

- kręgosłup
  - kręg szczytowy (atlas)
  - kręg obrotowy (axis)

Szkielet psa domowego:
A – kręgi szyjne (7 kręgów),
B – kręgi piersiowe (13 kręgów),
C – kręgi lędźwiowe (7 kręgów),
D – kręgi krzyżowe (3 kręgi),
E – kręgi ogonowe (20 -23 kręgów),
1 – czaszka,
2 – szczęka,
3 – żuchwa,
4 – kręg szczytowy,
5 – kręg obrotowy,
6 – łopatka,
7 – wyrostek barkowy,
8 – kość ramieniowa,
9 – kość promieniowa,
10 – kość łokciowa,
11 – kości palców,
12 – kości śródręcza,
13 – kości nadgarstka,
14 – mostek,
15 – części chrzęstne żeber,
16 – żebra (13),
17 – kości palców,
18 – kości śródstopia,
19 – kości stawu skokowego,
20 – kość piętowa,
21 – kość strzałkowa,
22 – kość piszczelowa,
23 – rzepka,
24 – kość udowa,
25 – kość kulszowa,
26 – kość biodrowa.

  - kręgi szyjne (vertebrae cervicales III-VII)
  - kręgi piersiowe (vv. thoracice)
  - kręgi lędźwiowe (vv. lumbales)
  - kość krzyżowa (os sacrum)
  - kręgi ogonowe (vv. coccygeae)
- kończyna piersiowa
  - łopatka (scapula) – dół, szyjka, guz
  - kość ramienna (humerus) – guzek mniejszy, większy, guzowatość obła, trzon, kłykieć
  - kość łokciowa (ulna) – wyrostek (olecranon), trzon, głowa
  - kość promieniowa (radius) – głowa (k.bliższy), trzon, bloczek (trochlea), koniec dalszy
  - kości nadgarstka (ossa carpea) – dodatkowa, pośrednio-promieniowa, łokciowa, I-IV
  - kości śródręcza (ossa metacarpea)
  - kości palców (ossa digitorum)
  - trzeszczki (ossa sesamoidea)
- klatka piersiowa (thorax)
  - żebra I-XIII
  - mostek (sternum)
  - chrząstki żebrowe (cartilagines costales)
- kończyna miedniczna
  - kość miedniczna (os coxae) – guz krzyżowy (tuber sacrale), guz biodrowy (tuber coxae), trzon kości biodrowej (corpus illi), kolec kulszowy (spina ischiadica), guz kulszowy (tuber ischiadicum)
  - kość udowa (femur) – dół krętarzowy (fossa trochanterica), krętarz mały (trochanter minor), trzon (corpus), bloczek (trochlea), kłykieć przyśrodkowy (condylus), nadkłykieć (epicondylus), kłykieć boczny
  - kość piszczelowa (tibia) – kłykieć przyśrodkowy, trzon, kostka przyśr.
  - kość strzałkowa (fibula)
  - kości stępu (tarsus) – k.piętowa (calcaneum), skokowa (talus), ośrodkowa (tarsi centrale), I-IV
  - kości śródstopia (ossa metatarsea)
  - kości palców stopy (ossa digitorum pedis)
  - trzeszczki m. brzuchatego (ossa sesamoidea)
  - trzeszczka m. podkolanowego (os sesamoideum m. poplitei)
  - rzepka (patella)

## Mięśnie (ogólnie)
- żwacz (masseter)
- mostkowo potyliczny (sternooccipitalis)
- mostkowo-gnykowy (sternohyoideus)
- obojczykowo-ramienny (cleidobrachialis)
- zębaty dobrzuszny szyi (serratus ventralis cervicis)
- nadgrzebieniowy (supraspinatus)
- łopatkowo-poprzeczny (omotransversarius)
- czworoboczny (trapezius)
- podgrzebieniowy (infraspinatus)
- naramienny (deltoideus) cz. Łopatkowa i barkowa
- najdłuższy grzbietu (latissimus dorsi)
- trójgłowy ramienia (triceps brachii)
- ramienny (brachialis)
- prostownik promieniowy nadgarstka (extensor carpii radialis)
- prostownik wspólny palców (extensor digitorum communis)
- piersiowy głęboki (pectoralis profundus)
- skośny zewnętrzny brzucha (obliquus externus abdominis)
- prosty brzucha (rectus abdominis)
- skośny wewnętrzny brzucha (obliquus internus abdominis)
- najdłuższy uda (sartorius)
- napinacz powięzi szerokiej (tensor fasciae latae)
- pośladkowy środkowy (gluteus medius)
- półścięgnisty (semitendinosus)
- pośladkowy powierzchowny (gluteus superficialis)

### Mięśnie łopatki
- strona przyśrodkowa:
  - podłopatkowy (subscapularis)
  - nadgrzebieniowy (supraspinatum)
  - obły większy (teres major)
  - kruczo-ramienny (coracobrachialis)
  - najszerszy grzbietu (latissimus dorsi)
  - Zębaty szyi i klatki piersiowej (serratus cervicis et thoracis)
- strona boczna:
  - czworoboczny (trapezius)
  - nadgrzebieniowy (supraspinatus)
  - podgrzebieniowy (infraspinatus)
  - naramienny (deltoideus)
  - obły większy (teres major)

### Mięśnie okolicy ramiennej
- strona przyśrodkowa:
  - dwugłowy ramienia (biceps brachii)
  - trójgłowy ramienia (triceps brachii)
  - napinacz powięzi podramienia (tensor fasciae antebrachii)
  - łokciowy (anconeus)
  - ramienny (brachialis)
  - piersiowy powierzchowny (pectoralis superficialis)
  - piersiowy głęboki (pectoralis profundus)
  - obojczykowo-ramienny (cleidobrachialis)
- strona boczna:
  - trójgłowy ramienia głowa długa (triceps brachii caput longum)
  - trójgłowy ramienia głowa boczna (triceps brachii caput lateralis)
  - dwugłowy ramienia (biceps brachii)
  - ramienny (brachialis)

### Mięśnie okolicy podramienia
- strona przyśrodkowa:
  - ramienno-promieniowy (brachio-radialis)
  - prostownik promieniowy nadgarstka (extensor carpii radialis)
  - nawracacz obły (pronator teres)
  - zginacz promieniowy nadgarstka (flexor carpii radialis)
  - zginacz powierzchowny palców (flexor digitorum superficialis)
  - zginacz łokciowy nadgarstka (flexor carpii ulnaris)
  - zginacz głęboki palców (flexor digitorum profundum)
- strona boczna:
  - ramienno-promieniowy (brachio-radialis)
  - prostownik promieniowy nadgarstka (extensor carpii radialis)
  - prostownik wspólny palców (extensor digitorum communis)
  - odwodziciel długi palca (abductor digiti I)
  - łokciowy (anconeus)
  - prostownik boczny palców (extensor digitorum lateralis)
  - zginacz łokciowy nadgarstka (flexor carpii ulnaris)

### Mięśnie okolicy uda
- strona przyśrodkowa:
  - krzyżowo-ogonowy (sacrocaudalis)
  - biodrowo-lędżwiowy (iliopsoas)
  - dźwigacz odbytu (levator ani)
  - biodrowo-ogonowy (iliocaudalis)
  - najdłuższy uda (sartorius)
  - prosty uda (rectus femoris)
  - obszerny (vastus medialis)
  - grzebieniowy (pectineus)
  - przywodziciel (adductus)
  - smukły (gracillis)
  - półbłoniasty (semimembranosus)
  - półścięgnisty (semitendinosus)
- strona boczna:
  - najdłuższy uda (sartorius)
  - pośladkowy (gluteus medius et superficialis)
  - krzyżowo-ogonowy (sacro-caudalis)
  - ogonowy (coccygeus)
  - napinacz powięzi szerokiej (tensor fasciae latae)
  - dwugłowy uda (biceps femoris)
  - bliźniacze (gemelli)
  - czworoboczny uda (quadratus femoris)
  - obszerny boczny (vastus lateralis)
  - przywodziciel uda (adductor femoris)
  - półbłoniasty (semimembranosus)
  - odwodziciel tylny podudzia (abductor cruris caudalis)

### Mięśnie okolicy podudzia
- strona przyśrodkowa:
  - prostownik palców (extensor digitorum)
  - brzuchaty (gastrocnemius)
  - zginacz powierzchowny (flexor superficialis)
  - podkolanowy (popliteus)
  - piszczelowy doogonowy (tibialis caudalis)
- strona boczna:
  - brzuchaty (gastrocnemius)
  - zginacz palców (flexor digitorum)
  - piszczelowy doczaszkowy (tibialis cranialis)
  - strzałkowy długi (peroneus longus)

### Mięśnie głowy
- Powierzchowne
  - czołowo-tarczkowy
  - międzytarczkowy
  - dźwigacz kąta oka przyśrodkowy
  - okrężny oka
  - cofacz bocznego kąta oka
  - jarzmowy
  - okrężny ust
  - licowy
  - jarzmowo-małżowinowy
  - dźwigacz nosowo-wargowy
  - skórny szyi
  - zwieracz szyi
- Głębokie
  - dźwigacz wargi górnej
  - kłowy
  - okrężny ust
  - policzkowy
  - żwacz
  - skroniowy
  - przyuszniczo-małżowinowy
  - obojczykowo-szyjny
  - mostkowo-głowowy
  - mostkowo-sutkowy
  - mostkowo-gnykowy
  - żuchwowo-gnykowy
  - dwubrzuścowy
  - skrzydłowy
  - najdłuższy kręgu szczytowego
  - długi głowy
  - tarczowo-gardłowy
  - tarczowo-gnykowy
  - mostkowo-tarczowy

### Mięśnie szyi
- Powierzchowne
  - ramienno-głowowy
  - mostkowo-głowowy
    - mostkowo-potyliczny
    - mostkowo-sutkowy

  - obojczykowo-ramienny
  - czworoboczny
  - nadgrzebieniowy
  - łopatkowo-poprzeczny
  - naramienny (część łopatkowa i barkowa)
- Głębokie
  - równoległoboczny szyi
  - równolegoboczny głowy
  - płatowaty
  - zębaty szyi (serratus)
  - pochyły dogrzbietowy
  - pochyły środkowy
  - długi głowy
  - prosty klatki piersiowej
  - kolcowy szyi
  - prosty głowy
  - skośny głowy
  - skośny tylny głowy

### Mięśnie brzucha
- skośny zewnętrzny brzucha
- prosty brzucha
- skośny wewnętrzny brzucha
- piersiowy głęboki
- najdłuższy klatki piersiowej i lędźwi
- biodrowo-żebrowy